# Bananen in Pyjama's
Bananen in Pyjama's (originele titel: Bananas in Pyjamas) is een Australisch kinderprogramma dat over twee bananen in streepjespyjama's en de berenfamilie Teddie gaat. De serie werd voor het eerst op 20 juli 1992 uitgezonden door ABC. Het is sindsdien uitgegroeid tot een van de populairste series die in veel verschillende landen werd uitgezonden en in verschillende talen werd nagesynchroniseerd. In de Verenigde Staten werd het woord Pyjamas aangepast in Pajamas vanwege de Amerikaanse spelling.

## Samenvatting
De belangrijkste personages van de serie zijn twee bevriende antropomorfe bananen in blauw-witte streepjespyjama's genaamd B1 en B2. Ze hebben veel plezier met elkaar en spelen graag met de drie teddyberen Amy, Lulu en Morgan. Verder bezoeken de bananen ook graag hun vriend Rat in een Hoed. De personages houden ervan om sappige honingkoek en gele jam te eten. De bananen, de knuffels en Rat in een Hoed wonen allemaal in de zogenoemde Knuffellaan.
Een veelvoorkomende uitspraak van de serie is: "Are you thinking what I'm thinking, B1?". Daarop antwoordt B1: "I think I am, B2!" Daarna zeggen ze beide in koor: "It's [het idee van de bananen] time!".
Voor de Nederlandse versie werd deze uitspraak op verschillende manieren vertaald, bijvoorbeeld "Denk jij hetzelfde als ik denk, B1?", "Heb jij in je hoofd wat ik denk, B1?" en "Denk jij wat er door mijn hoofd speelt?". Voorbeelden van B1's reactie zijn "Dat zou best eens kunnen, B2!" en "Dat dacht ik wel, B2!". Daarna zeggen ze tegelijk hun idee met een woord dat eindigt op -rij: "Aan de verstopperij / klusserij / wipperij!"

## Inspiratie
De personages werden geïnspireerd door een nummer dat voor kinderen werd geschreven in 1967 door de Britse componist Carey Blyton (neef van de beroemde kinderboekenschrijfster Enid Blyton). 